# Desjatina
Een desjatina of desjatine (Russisch en Oekraïens десятина) is een oude Russische oppervlaktemaat. Een desjatina meet ongeveer 1,0925 hectare. Een desjatina wordt onderverdeeld in 2400 vierkante sazjen (een sazjen is gelijk aan 7 Engelse voeten, dus 2,1336 meter lang).
De maat wordt wel gebruikt in Russische literatuur uit de negentiende eeuw, zo gaat het in Anna Karenina over de verkoop van een bos voor 200 roebel per desjatina. En in Vaders en Zonen van Toergenjev: een maaiersloon van twee roebel per desjatine.